# 悪魔の手毬唄 (1977年の映画)

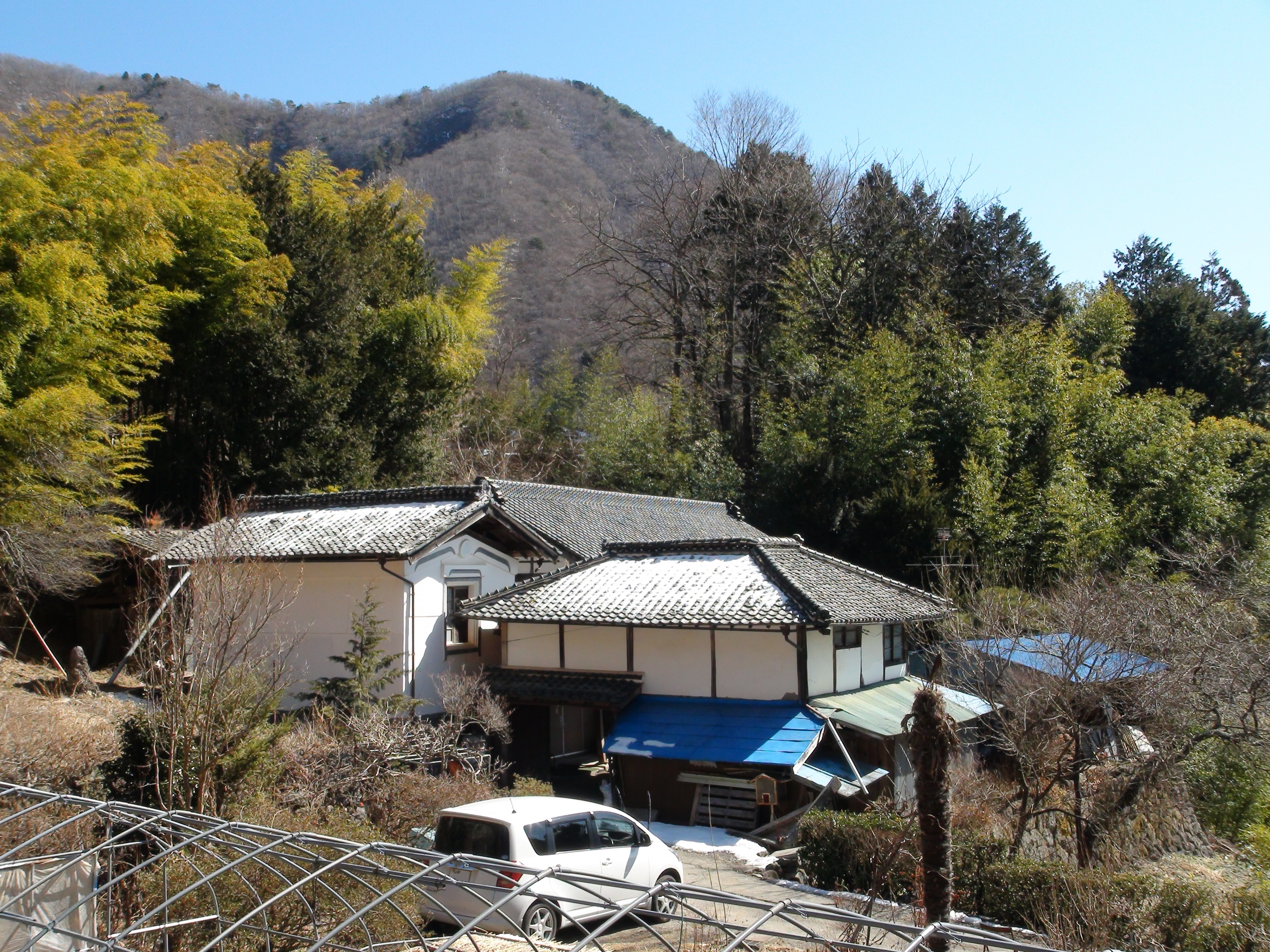
舞台となった「亀の湯」のロケ撮影が行われた山梨県甲斐市某所の民家。撮影当時からほとんど変わっていない。2013年2月23日撮影。（一般家屋のため画像GPSデータは除去済み）

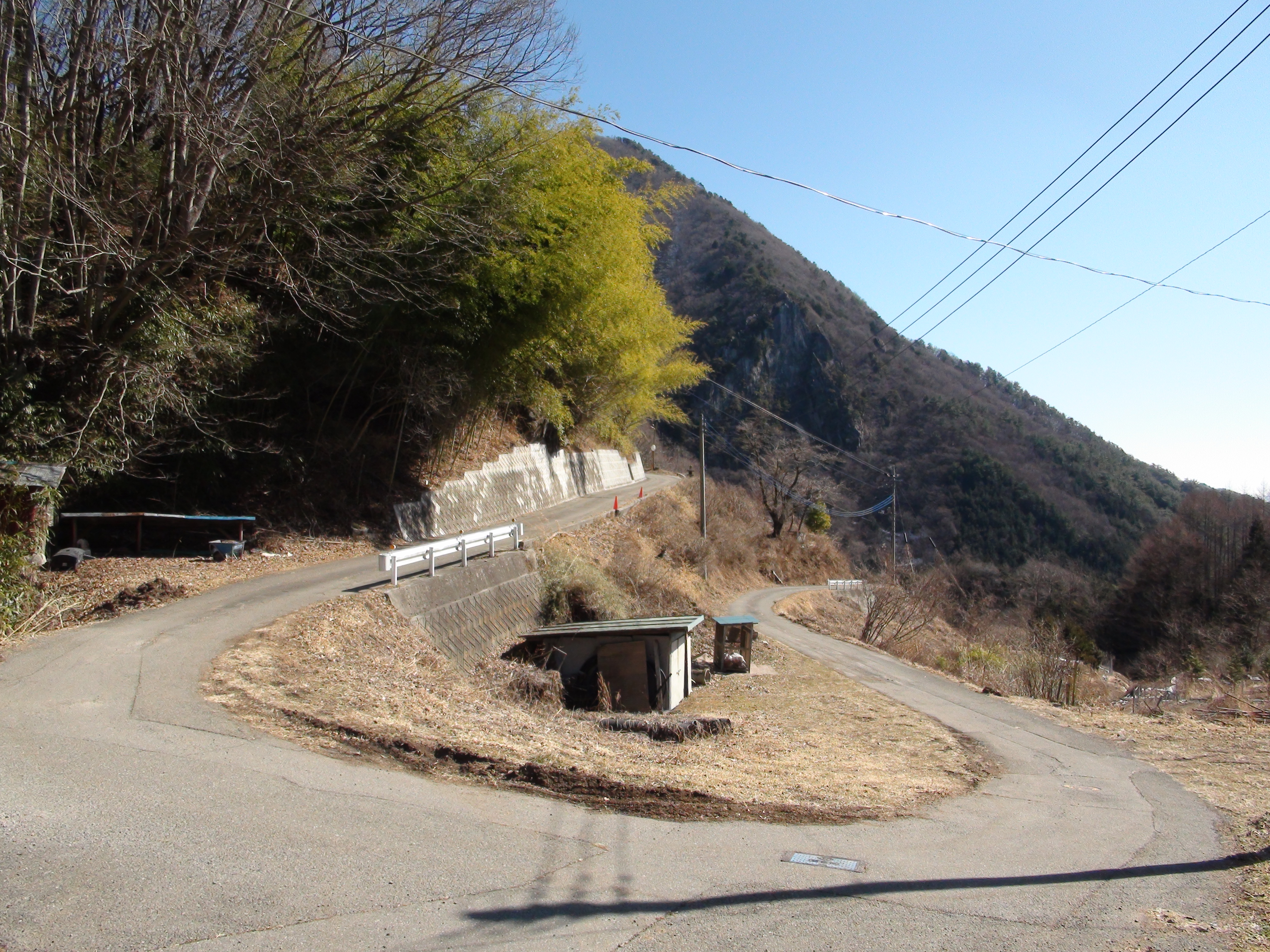
六道の辻（里子殺害現場）のロケが行われた山梨県甲斐市の某所。2013年2月23日撮影。（上記民家に隣接した位置のため画像GPSデータは除去済み）

『悪魔の手毬唄』（あくまのてまりうた）は、1977年（昭和52年）4月2日に公開された日本映画。横溝正史作の同名長編推理小説の映画化作品。製作は東宝映画、配給は東宝。

## 概要
市川崑監督・石坂浩二主演による金田一耕助シリーズの第2作で、東宝映画が製作した。キネマ旬報ベストテン第6位にランクインしている。7億5500万円の配給収入を記録、1977年（昭和52年）の邦画配給収入ランキングの第10位となった。カラー、スタンダード・サイズ。

## 製作
犬神家の一族のヒットを受けて、配給を担当した東宝はシリーズ化を狙って、急遽、続編の企画を決定し、前作とは異なり自社製作による映画化を目指した。前作で監督を担当した市川崑にも声がかかり、監督辞退を考えていた市川は、妻で元脚本家の和田夏十の助言もあって監督を続投することになった。原作の選定は芸苑社の市川喜一が行い、題名が良いという理由で本作に決まった。市川崑は前作とは作品の雰囲気を変えることを提案し、洋画『グランド・ホテル』のように物語を絞る方向でシナリオが作られた。ただ、撮影スケジュールの都合で原作通りの季節に撮影ができず、映画の設定は夏ではなく冬に変更され、そのためのロケ地は以前に市川が『東北の神武たち』を撮影した山梨県で撮影された。しかし、日本列島改造論に湧いた地方都市は開発が進んでおり、撮影現場では、アスファルト道路に砂を撒いて砂利道を造ったり、コンクリート電柱を杉皮で巻き、現行のトランスにもカバーを被せて木製電柱を再現したりと、原作の昭和20年代に世界観を合わせる試みが幾度も行われた。

## 受賞
- 第20回ブルーリボン賞 助演男優賞（若山富三郎）、ベストテン入選
- 日本映画技術賞美術部門（村木忍）
- 第2回報知映画賞 助演男優賞（加藤武）
- 年間代表シナリオ選出
- 文化庁優秀映画選出

## トリビア
- 前作同様、犯人の年齢が若くなっている。これは監督の市川が、小説家であるジョン・ディクスン・カーの作品を参考に、犯人は妖艶なキャラクターが良いと考えたためである[3]。
- 本作に青池リカ役で出演した岸恵子は当時、フランスのパリ市に在住していたが、市川崑と市川喜一が直々にパリに電話を行い、出演することになった[4]。
- 金田一とは旧知の間柄の設定である磯川警部役に若山富三郎が配されているが、当時、東映の任侠映画の看板スターだった若山は、本作のようなキャラクターを演じるのは初めてだった。しかし、監督の市川や、金田一役の石坂浩二との呼吸は噛み合い、市川も若山を気に入って、後に監督や演出を担当する映画やテレビに出演させるようになった[5]。
- 映画の金田一5部作を通して最初から金田一の知人として登場するのは、本作の磯川警部と『病院坂の首縊りの家』の老推理作家（横溝正史）のみである。
- 金田一が汽車の発車間際に磯川に「…（犯人）を愛してらしたんですね」と問いかけるが、汽車の走行音に邪魔され伝わらないというラストは、原作（走行音の邪魔は入らず、絶句した磯川をホームに残し金田一は去っていく）の京都駅から伯備線総社駅（撮影場所は大井川鉄道〈現・大井川鐵道〉家山駅）に場所が変更されており、駅名を肯定の返事（そうじゃ）に引っ掛けた演出であるかのように、駅名「そうじゃ」を記したポールが画面中央で強調されている。しかし、これは全くの偶然であり、監督の市川は後年になってライターの森遊机に指摘されるまで気がつかなかった[6]。
- 劇中、青池源治郎が活動弁士であったことを辰蔵が金田一らに話すシーンで、『新版大岡政談』三部作の解決篇の1シーン（丹下左膳（演：大河内伝次郎）とお藤（演：伏見直江）と火事装束の男たちが坤竜を奪い合うシーンで、現在も断片として現存している場面である）が挿入されており、マツダ映画社の松田春翠が活弁の声を担当している。また、源治郎が村に帰るきっかけをリカが説明するシーンで、日本初の字幕スーパーが付いたトーキー映画『モロッコ』のラストシーンが登場している（この映画の公開が活動弁士が衰退する契機となった。それは作品内でも説明される）。
- 映画『モロッコ』に関しては、製作当時は著作権が切れていなかったため、高額な使用料が支払われ、また上映される映画館の場内はセットで、上映はスクリーンプロセスで行われた[6]。
- 犯人が入水自殺する沼は、撮影当時、すぐそばに一般道路が走っていたので、ロングショットで撮られていない[5]。
- 2021年、横溝正史のデビュー100周年記念として、映画で金田一が乗っていた自転車を再現した「金田一自転車」の貸し出しが金田一耕助の小径のスタート地点で行われている[7]。

## ストーリー（原作との違い）
ストーリー展開は、最後の里子殺害後が大幅に改変されているのを除いて、概ね原作通りである。特に状況説明を兼ねている冒頭部分は、展開を速くすることによって原作の要素を限られた時間でなるべく残そうとしている。
一方、登場人物名や属性の変更は多い。時期は原作より3年早い昭和27年に設定されており、被害者たちの年齢も3年若い20歳である。千恵子ではなく千惠であり、大空ゆかりの芸名は使っていない。仁礼家の兄弟は直平と勝平ではなく直太と流次、五郎は別所ではなく村上姓である。歌名雄が芸能に秀でている設定はなく、葡萄酒生産の改善に懸命になっており、事件終結後は磯川警部が引き取って岡山の農業専門学校に通わせることになった。
また、原作で明らかでない咲枝の婚後の苗字が司と設定されている。おりんがおはんに変更されているほか、医師は本多ではなく権堂で世代交代しておらず、青池源治郎の芸名は青柳史郎ではなく青柳洋次郎である。なお、立花捜査主任は原作では警部補であるが、本作では「警部」と呼ばれている。
内容面では、以下のような変更がある。
- 金田一を旧知の磯川警部が亀の湯に呼び寄せて20年前の事件について説明し真相解明を依頼する（金田一が休養の場を求めていたという設定はない）。20年前の事件も現在の放庵宅で起こっており、放庵がそのあと転居した設定はない。
- 放菴殺害に使われた「お庄屋殺し」はサワギキョウだったが、ヤマトリカブトに変更されている。
- 金田一は磯川の勧めで総社へ調査に行き、その途上「おはん」と名乗る老婆とすれ違う。総社の「井筒」でおはん（原作のおりん）は既に死んだ事を知った金田一は、磯川に電話して放庵宅へ先行してもらい、自分も急行する。放庵宅の停電は単なるヒューズ切れが原因だった。
- 千恵の帰郷は派手な凱旋ではなく、仙人峠とは別ルートと思われる路線バスで鬼首村に現れており、総社で出迎える設定はない。「ゆかり御殿」が建設されている設定もなく、春江の両親も登場しない。
- 千惠の歓迎会は野外での盆踊りではなく仁礼家での同窓会である。里子は単に出発が遅れただけであり、老婆とともに行く泰子の姿をかなり離れたところから目撃する。
- 泰子を呼び出した手紙は、見立て処理以後に死体から離れて岸辺に沈んでいたのを翌日に歌名雄が偶然見つける。
- 文子の死体は醸造用の樽の中に漬けられ、上に大判小判が吊るされていた。
- 文子殺害後の喧嘩は、歌名雄が清掃していた「亀の湯」の浴場へ流次（原作の勝平）が怒鳴り込んで始まり、止めに入った磯川もろとも浴槽に転落する。
- 五百子は泰子と文子が殺害されるごとに「鬼首村手毬唄」の各々関連する部分のみを思い出す。
- 泰子の通夜での老婆の影は千恵が見て悲鳴を上げる。この直後、里子は老婆に扮したリカを目撃して犯行を悟り、翌日に文子の通夜に出かけるときから高祖頭巾の着用をやめた。
- 金田一は磯川が髭剃りに使った鏡に写った蜜柑を別の1個と錯覚したことをヒントに一人二役に気づく。
- 里子は千恵に気づかれぬようにハンドバッグをすり替え、呼び出しの手紙を入手した。
- 文子の通夜では千恵も和装だったので、里子を着替えさせようとする展開はない。
- リカは歌名雄が里子殺害を知らせてくるまで人違いに気付いていなかった。
- 里子殺害後、憔悴したリカは里子が暮らしていた土蔵に千恵を呼び出すが、殺害が目的ではなく真相を伝える。
- 磯川は金田一の依頼で敦子も含めて3人を権堂医院に集め、狙われた娘たちがすべて恩田のタネであったことや手毬唄の内容を説明しているところへ金田一が写真を持って到着し、恩田と源治郎が同一人物であることを確認する。
- 日下部が千恵の不在に気付き、磯川と金田一が土蔵だと見当をつけて様子を見に行く。そこへ放庵の遺体が最後の妻の墓に埋められていたのが発見されたという知らせが入り、リカを残して見分に行く。監視役の警官が県警からの電話に対応している隙にリカは抜け出し、人食い沼に入水する。
- 犯人が沼から見つかったと呼ぶ声を聞いた歌名雄は現場へ駆け込み、母親であることを知って号泣する。
- 磯川は事後処理を残してから帰ることになり、金田一を総社駅まで見送る。このとき原作の京都駅でのエピソードに準ずるやりとりがある。

## 出演者
本作では「青池」姓の読みを「あおち」としているが、原作では「あおいけ」である。
- 金田一耕助（探偵）：石坂浩二
- 磯川刑事（岡山県警の警部。耕助とは長い付き合いで、彼を信頼している）：若山富三郎
- 多々良放庵（庄屋の末裔だが、放蕩三昧で身上を潰した。右手が不自由で字が書けない。夜盲症で、治療薬として大きなサンショウウオを飼っていた）：中村伸郎
- おはん：東静子（放庵の5番目の妻だったが、喧嘩して出奔した）[9]
- 青池源治郎（「亀の湯」の二男。一時期家を離れ、神戸で"青柳洋次郎"の名で活動弁士をしていた。詐欺師の恩田幾三の正体は彼だった）：岸本功[10]
- 青池リカ（源治郎の妻で「亀の湯」の女将）：岸惠子
- 青池歌名雄（源治郎とリカの子。鬼首村青年団副団長）：北公次
- 青池里子（歌名雄の妹）：永島暎子
- お幹（亀の湯の女中）：林美智子
- 別所千惠（恩田幾三と春江の子。殺人犯恩田の子として村人達から白い目で見られたが、幼馴染の歌名雄達との交友関係は続いた。後に東京で国民的スター歌手"大空ゆかり"となり、故郷に錦を飾った）：仁科明子
- 別所春江：渡辺美佐子
- 別所辰蔵（春江の兄。仁礼家の葡萄酒酒造工場工場長だがいつも酔っ払っている）：常田富士男
- 日下部是哉（千恵のマネージャー）：小林昭二
- 由良五百子（隠居の老婆。泰子の祖母。「鬼首村手毬唄」を唄い、耕助に事件解決のヒントを与えた）：原ひさ子（ノンクレジット）
- 由良泰子（恩田と敦子の娘。歌名雄と恋仲）：高橋洋子
- 由良敦子（泰子の母。未亡人）：草笛光子
- 由良敏郎（由良家当主。泰子の兄）：頭師孝雄
- 由良栄子：川口節子
- 仁礼嘉平（仁礼家の当主。ブドウ農家で村で最大の有力者）：辰巳柳太郎
- 仁礼文子（恩田と咲枝の娘）：永野裕紀子
- 仁礼咲江→司咲枝（嘉平の妹。文子を産んだ後鳥取の司家へ嫁いだ）：白石加代子
- 仁礼直太（嘉平の長男）：大羽吾朗
- 仁礼路子（直太の妻）：富田恵子
- 仁礼流次（嘉平の二男。鬼首村青年団団長）：潮哲也
- 村上五郎（鬼首村青年団団員）：大和田獏
- 立花捜査主任（岡山県警の刑事で本作では警部だが、原作では警部補。耕助が捜査に関わることが気に入らない）：加藤武
- 野津刑事（立花の部下）：辻萬長
- 中村巡査（鬼首村の駐在）：岡本信人
- 中村巡査の妻：木島幸
- 権堂医師（青池源治郎殺人事件の監察医）：大滝秀治
- 野呂十兵衛（元活動写真の楽士。源治郎と一緒に仕事をしていた）：三木のり平
- 野呂の妻：沼田カズ子（ノンクレジット）
- 活動弁士（声のみ）：松田春翠
- 井筒いと（総社町の旅館「井筒」の女将で、放庵と懇意だった。放庵の元妻はんが彼の元へ戻ったと耕助が話した際、彼女が既に故人であることを教えた）：山岡久乃
- 鑑識員：日笠潤一
- 作業服の男：湯沢勉
- 鬼首村村役場の職員：原田力
- 鬼首村の女：記平佳枝
- 役名不明：清水のぼる、早田文治、武田倫一、伊東しづ子、尾崎順子、梶原恵

## スタッフ
- 監督：市川崑
- 製作：田中収、市川崑
- 製作補佐：藤田光男
- 企画：角川春樹事務所
- 原作：横溝正史
- 脚本：久里子亭
- 音楽：村井邦彦
- 編曲：田辺信一
- シンセサイザー演奏：深町純
- 演奏：東宝スタジオ・オーケストラ(東宝レコード)
- <鬼首村手毬唄>作詞：横溝正史、作曲：村井邦彦、編曲：田辺信一
- 撮影：長谷川清
- 美術：村木忍
- 録音：田中信行
- 照明：佐藤幸次郎
- 編集：小川信夫、長田千鶴子
- 助監督：岡田文亮
- 製作担当者：村上久之
- 監督助手：橋本伊三郎、吉田一夫、米田興弘
- 美術助手：志村恒男、白木勝彦、頓所修身
- 合成：三瓶一信
- スチール：橋山直己
- 録音：アオイスタジオ
- 協力：マツダ映画社
- 現像：東洋現像所

## 登場した鉄道車両
ラストシーンで金田一が乗り込む列車の牽引機として登場するのは、国鉄C11形蒸気機関車227号機である。同機は前年の1976年、「日本における復活SL第1号」として大井川鉄道で動態保存が開始されたばかりだった。
227号機は2021年現在も、大井川鉄道で動態保存されている。

## 映像ソフト
| 発売日        | レーベル | 規格    | 規格品番   | 備考 |
| ------------- | -------- | ------- | ---------- | ---- |
|               | 東宝     | VHS     | TG1180     |      |
|               | 東宝     | VHS     | TG4754S    |      |
|               | 東宝     | LD      | TLL2348    |      |
|               | 東宝     | LD      | TLL2480    |      |
| 2015年2月18日 | 東宝     | DVD     | TDV-25092D |      |
| 2023年1月18日 | 東宝     | Blu-ray | TBR-33036D |      |